# La casa (pel·lícula de 2024)
La casa és una pel·lícula espanyola de comèdia dramàtica de 2024, dirigida per Álex Montoya, qui va coescriure el guió al costat de Joana M. Ortueta. Està basada en la novel·la gràfica homònima de Paco Roca i protagonitzada per un repartiment coral format per David Verdaguer, Óscar de la Fuente, Luis Callejo, Olivia Molina, María Romanillos, Lorena López, Marta Belenguer, Jordi Aguilar, Miguel Rellán i Tosca Montoya. Es va estrenar en el Festival de Màlaga el 5 de març de 2024, i es va estrenar als cinemes l'1 de maig de 2024, amb distribució d'A Contracorriente Films.

## Trama
L'Antonio ha mort i els seus tres fills, amb les seves respectives famílies, es reuneixen uns dies en la humil segona residència que el seu pare va aixecar i va cuidar, per a endreçar-la de cara a vendre-la. Però els records, els secrets i les velles disputes fan la seva aparició i compliquen tot el procés. La casa és una història que es repeteix tots els anys en el si de milers de famílies. Les parets de la llar observen en silenci com els seus antics habitants es desfan del seu passat entre emocions oposades.

## Repartiment
- David Verdaguer com a José
- Óscar de la Fuente com a Vicente
- Luis Callejo com a Antonio
- Olivia Molina com a Silvia
- María Romanillos com a Ema
- Lorena López com a Carla
- Marta Belenguer com a Olga
- Jordi Aguilar com a Cristóbal
- Miguel Rellán com a Manolo
- Tosca Montoya com a Laia

## Producció
El director Álex Montoya va decidir rodar una pel·lícula basada en la novel·la gràfica La casa de Paco Roca, després que un amic li regalés el llibre, el qual li va emocionar molt. Segons Montoya, el procés de desenvolupament de la pel·lícula va trigar set anys a completar-se. Les primeres notícies sobre el desenvolupament d'una adaptació cinematogràfica de La casa daten de 2018.
El novembre de 2022, es va anunciar que el rodatge de la pel·lícula havia començat a la casa que va inspirar el còmic original, amb David Verdaguer, Óscar de la Fuente, Luis Callejo, Olivia Molina, María Romanillos, Lorena López, Marta Belenguer, Jordi Aguilar, Miguel Rellán i Tosca Montoya formant el repartiment coral de protagonistes. El rodatge de la cinta va concloure el desembre de 2022.
Encara que es desconeix el pressupost total del llargmetratge, La casa va rebre 637.500 euros provinents de les ajudes de l'ICAA, atorgats en tres imports de 550.800, 56.418,75 i 30.281,25 euros, respectivament.

## Estrena i màrqueting
El febrer de 2024, es va anunciar que La casa tindria la seva estrena mundial en el Festival de Màlaga el 5 de març de 2024. Després de la seva projecció en el festival, la distribuïdora A Contracorriente Films va programar la seva estrena als cinemes espanyols per a l'1 de maig de 2024.

## Rebuda

### Taquilla
En la seva primera setmana, La casa es va estrenar en 100 cinemes, coincidint principalment amb les estrenes de Garfield: La pel·lícula, Immaculate, Cocorico i Land of Bad, entre altres cintes.

### Premis i nominacions
| Any  | Premi              | Categoria                 | Receptors                       | Resultats  | Referències |
| ---- | ------------------ | ------------------------- | ------------------------------- | ---------- | ----------- |
| 2024 | Festival de Màlaga | Millor guió               | Álex Montoya i Joana M. Ortueta | Guanyadors | [ 12 ]      |
| 2024 | Festival de Màlaga | Millor música             | Fernando Velázquez              | Guanyador  | [ 12 ]      |
| 2024 | Festival de Màlaga | Premi del Públic          | La casa                         | Guanyador  | [ 12 ]      |
| 2024 | Festival de Màlaga | Premi Feroz Porta Obscura | La casa                         | Guanyador  | [ 13 ]      |